# Glenea pseudopuella
Glenea pseudopuella là một loài bọ cánh cứng trong họ Cerambycidae.